# Tytus Kielanowski
Tytus Kielanowski (1819 – 14. července 1891 Lvov) byl rakouský šlechtic a politik z Haliče, na konci 19. století poslanec Říšské rady.

## Biografie
Byl poslancem Říšské rady (celostátního parlamentu Předlitavska), kam usedl ve volbách roku 1879 za kurii venkovských obcí v Haliči, obvod Brody, Kamionka atd. Mandát obhájil ve volbách roku 1885. Ve volebním období 1885–1891 se uvádí jako rytíř Titus Kielanowski, statkář, bytem Kozłów.
Na Říšské radě je po volbách roku 1879 uváděn coby člen Polského klubu. Za tento klub byl zvolen i v roce 1885.
Zemřel v červenci 1891.